# Барон Мюнхгаузен (фільм)
«Барон Мюнхгаузен» (чеськ. Baron Prašil, «Барон Хвалько») — чехословацький анімаційно-ігровий фентезійний фільм 1962 року, поставлений режисером Карелом Земаном за мотивами роману Готфріда Августа Бюргера «Дивовижні подорожі барона Мюнхгаузена». Стрічка здобула приз «Срібний вітрильник» як найкращий художній фільм на Міжнародному кінофестивалі в Локарно .
Молодий космонавт Тонік, висадившись на Місяці, зустрічає там персонажів романів Жуля Верна «Із Землі на Місяць» та «Навколо Місяця», а також Сірано де Бержерака і барона Мюнхгаузена. Усі вони приймають Тоніку, одягненого в скафандр, за місячного жителя. Мюнхгаузен вирішує показати «місячній людині» Землю. Так починаються їх неймовірні пригоди, серед яких політ з Місяця на Землю на кораблі, запряженому крилатими кіньми, звільнення венеційської принцеси з гарему турецького султана, плавання морями всередині велетенської риби та припинення війни між ворогуючими державами без єдиного пострілу.

## Сюжет
Космонавт Тонік висаджується на Місяць і бачить чиїсь сліди. Вони приводять Тоніка до старого фонографа, а потім до розбитого снаряда. Космонавт зустрічає п'ятьох літературних персонажів, які подорожували на Місяць: героїв роману «Із Землі на Місяць» Жуля Верна, Сірано де Бержерака, та барона Мюнхгаузена. Барон запрошує космонавта на обід, сприймаючи його за «місячну людину». Він не хоче слухати розповіді Тоніка, замість чого сам проводить йому екскурсію Землею.
Барон відвозить Тоніка на Землю на летючому кораблі, запряженому пегасами. Вони приземляються в Османській імперії XVIII століття, в Константинополі. Барон називає величезний палац султана «скромним» і вирішує показати володарю імперії «місячну людину». Розмовляючи незрозумілою мовою, яку він називає «мовою дипломатії», барон представляє Тоніка султану. Тонік при цьому необачно ледь не стає жертвою механічної пастки, що захищає султана. За цим зі сміхом спостерігає венеційська принцеса Б'янка, яку тримає в полоні султан.
Б'янка передає Тоніку листа з проханням про визволення. Мюнхгаузен погоджується допомогти в цьому. Вночі вони пробираються в покої султана, барон перемагає охоронців, а Тонік дає принцесі сигнал гонгом, що вона може виходити. Утрьох вони тікають через пустелю та стрибають у море, де їх підбирають голландські моряки. Турецький флот оточує їхній корабель, але голландці починають курити тютюн і створюють хмару диму. Турки стріляють навмання і розстрілюють одні одних. Однак, одне ядро влучає і в голландський корабель і він тоне. Екіпаж і пасажири рятуються на шлюпках.
Шлюпку з бароном, принцесою та моряками проковтує величезна риба. Вони ховаються в розбитому кораблі в череві риби, яка плаває по різних морях, поки не прибуває до берегів Європи. Барон різними способами намагається розважити Б'янку. Шторм викидає рибу на суходіл і люди вибираються назовні. Принцеса помічає пароплав, який винайшов Тонік, але він вибухає. Барона схоплює величезний гриф і скидає в море. Потім Мюнхгаузен повертається на корабель, невдоволений тим, що принцеса закохалася в Тоніка, якого він вважає зовсім не рівним собі.
На березі відбувається війна, барон вирішує допомогти одній зі сторін, злітавши в розвідку на гарматному ядрі. Тонік пробирається до ворогів і викрадає запас пороху, завдяки чому війна припиняється. Але Тоніка схоплюють і засуджують до страти. Б'янка відвідує Тоніка у в'язниці. Той обманом змушує охоронців відчинити в'язницю й тікає. Барон тим часом переглядає малюнки Тоніка та розуміє як він придумав повернутися на Місяць.
Тонік і Б'янка одягають старовинні обладунки як скафандри, а барон кидає підпалює порох, схований у колодязі, щоб підкинути їх і себе в космос. По їх поверненню Сірано де Бержерак робить висновок, що досі Місяць належав фантазерам, але тепер також — людям нового століття.

## У ролях
| • Мілош Копецький     | … | барон Мюнхгаузен                               |
| • Рудольф Єлінек      | … | Тонік                                          |
| • Яна Брейхова        | … | венеціанська принцеса Б'янка де Костелло-Негро |
| • Ян Веріх            | … | голландський капітан                           |
| • Карел Гегер         | … | Сірано де Бержерак                             |
| • Едуард Когоут       | … | генерал Еллемелле                              |
| • Рудольф Грушинський | … | турецький султан                               |
| • Йозеф Глиномаз      | … | іспанський генерал                             |
| • Богуслав Загорський | … | адмірал                                        |
| • Карел Еффа          | … | ад'ютант                                       |
| • Річард Загорський   | … | Барбікен                                       |
| • Зденек Годр         | … | капітан Ніколь                                 |
| • Отто Шиманек        | … | Мішель Ардан                                   |
| • Мирослав Гомола     | … | шахіст                                         |
| • Надія Блажичкова    | … | танцівниця                                     |
| • Мирослав Голуб      | … | командир ворожого війська                      |
| • Франтішек Шлегр     | … | піратський капітан                             |
| • Вацлав Трегл        | … | матрос                                         |

## Знімальна група
- Автор сценарію — Їржі Брдечка, Йозеф Кайнар, Карел Земан за мотивами роману Готфріда Августа Бюргера «Дивовижні подорожі барона Мюнхгаузена»
- Режисер-постановник — Карел Земан
- Оператор — Їржі Тарантік
- Композитор — Зденек Лішка
- Монтаж — Віра Кутілова
- Художник-постановник — Карел Земан
- Художник по костюмах — Ліда Новотна, Мирослава Смідова
- Художник-декоратор — Зденек Розкопал
- Звук — Франтішек Странгмюллер

## Художні особливості
Як і попередній фільм Карела Земана, «Згубний винахід», «Барон Мюнхгаузен» поєднує гру акторів з різними видами анімації; при цьому зображення стилізоване під гравюри Гюстава Доре, що ілюструють роман Бюргера. Велика частина фільму знята на чорно-білу плівку, яка потім була тонована в різні кольори, на кшталт німих фільмів.

## Прем'єра
Світова прем'єра «Барона Мюнхгаузена» відбулася в липні 1962 року на Міжнародному кінофестивалі в Локарно, прем'єра в чехословацьких кінотеатрах — 21 вересня 1962 року. У американському прокаті фільм йшов у 1964 році під назвою «Прекрасний барон Мюнхгаузен» (англ. The Fabulous Baron Munchausen). Прем'єра в СРСР відбулася 11 лютого 1963 року.

## Радянський дубляж
Фільм для радянського кінопрокату був дубльований на кіностудії «Союзмультфільм» у 1962 році. Режисер дубляжу Георгій Калітієвський, звукооператор Борис Фільчіков.

### Ролі дублювали
- Володимир Кенігсон — барон Мюнхгаузен
- Олег Голубицький — Тонік
- Антоніна Кончакова — принцеса Б'янка
- Володимир Ємельянов — голландський капітан
- Олексій Глазирін — Сірано де Бержерак
- Семен Самодур — генерал Еллемелле

## Нагороди та номінації
| Список нагород та номінацій         | Список нагород та номінацій | Список нагород та номінацій                      | Список нагород та номінацій | Список нагород та номінацій | Список нагород та номінацій |
| Кінопремія                          | Рік                         | Категорія                                        | Номінант(и)                 | Результат                   |                             |
| ----------------------------------- | --------------------------- | ------------------------------------------------ | --------------------------- | --------------------------- | --------------------------- |
| Міжнародний кінофестиваль у Локарно | 1962                        | «Срібний вітрильник» за найкращий художній фільм | Барон Мюнхгаузен            | Перемога                    |                             |